# UFC 22
UFC 22: Only One Can be Champion fue un evento de artes marciales mixtas celebrado por Ultimate Fighting Championship el 24 de septiembre de 1999 en el Lake Charles Civic Center, en Lake Charles, Estados Unidos.

## Historia
UFC 22 fue la primera aparición del futuro campeón wélter de UFC Matt Hughes, que llegaría a dominar la división de peso wélter de UFC, así como Jens Pulver, quien peleó en un combate preliminar, que no fue televisado.

## Resultados
| Tarjeta principal | Tarjeta principal  | Tarjeta principal | Tarjeta principal | Tarjeta principal       | Tarjeta principal | Tarjeta principal | Tarjeta principal |
| Categoría         |                    |                   |                   | Método                  | Ronda             | Tiempo            | Notas             |
| ----------------- | ------------------ | ----------------- | ----------------- | ----------------------- | ----------------- | ----------------- | ----------------- |
| Peso semipesado   | Frank Shamrock (c) | derr.             | Tito Ortiz        | Sumisión (golpes)       | 4                 | 4:42              | [ a ]             |
| Peso ligero       | Jens Pulver        | vs.               | Alfonso Alcarez   | Empate                  | 3                 | 5:00              |                   |
| Peso pesado       | Brad Kohler        | derr.             | Steve Judson      | KO (golpe)              | 1                 | 0:30              |                   |
| Peso pesado       | Tim Lajcik         | vs.               | Ron Waterman      | Empate                  | 3                 | 5:00              |                   |
| Peso medio        | John Lewis         | derr.             | Lowell Anderson   | TKO (parada del equipo) | 3                 | 0:13              |                   |
| Peso ligero       | Matt Hughes        | derr.             | Valeri Ignatov    | Decisión (unánime)      | 3                 | 5:00              | [ b ]             |
| Peso semipesado   | Jeremy Horn        | derr.             | Jason Godsey      | Sumisión (armlock)      | 1                 | 2:08              |                   |
| Peso semipesado   | Chuck Liddell      | derr.             | Paul Jones        | TKO (corte)             | 1                 | 3:53              |                   |

1. ↑  Por el Campeonato de Peso Semipesado de UFC.
2. ↑  La división de peso welter no existía todavía.